# Blaubeuren
Blaubeuren è una città tedesca di 11 881 abitanti, situato nel land del Baden-Württemberg.

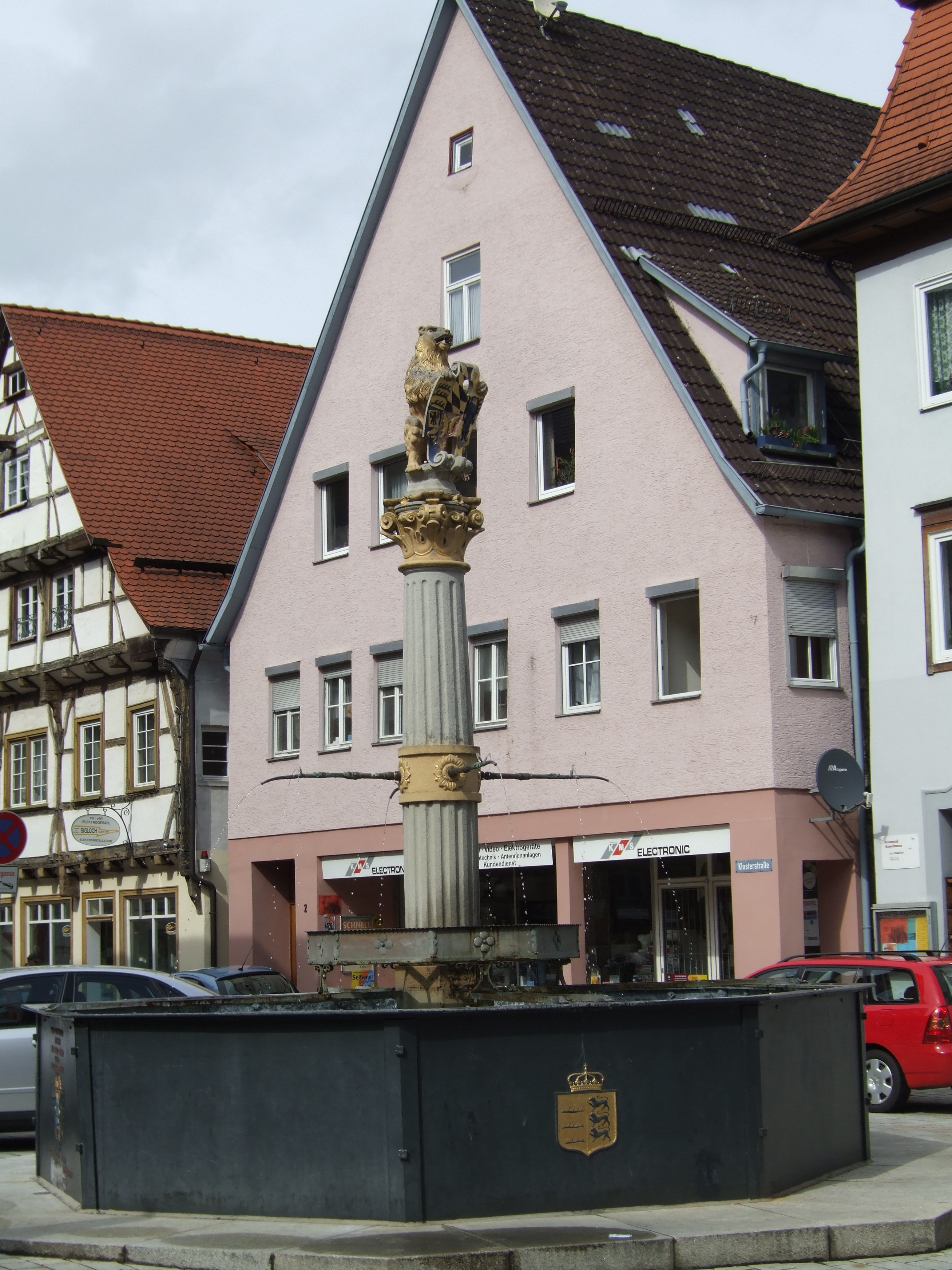
La fontana sulla piazza del municipio di Blaubeuren